# Stazione di Villanova di Castenaso
La stazione di Villanova di Castenaso era una fermata ferroviaria a servizio della frazione di Villanova di Castenaso, nella città metropolitana di Bologna.
Si trovava sulla ferrovia Bologna-Portomaggiore ed era gestita da Ferrovie Emilia Romagna.
Era composta da una banchina con due accessi, attualmente chiusi.
La stazione è stata soppressa il 13 settembre 2015.